# La Nazione Albanese
La Nazione Albanese era un periodico d'informazione bimestrale degli albanesi d'Italia.

## Storia
(Antonio D'Alessandri, ricercatore presso l'Università degli Studi Roma Tre)
Fondato nel 1897 da Anselmo Lorecchio, intellettuale e scrittore italiano di etnia arbëreshë, il giornale privilegiò spesso argomenti politici, socio-culturali e d'informazione per le comunità albanesi italiane e albanesi in generale. Talvolta si occupò anche di temi particolarmente cari al suo fondatore come il Risveglio Nazionale Albanese e le relazioni italo-albanesi, nonché di altri eventi politici di varia natura.
Ispiratosi altresì ai principi fondanti della Società Nazionale Albanese, nata due anni prima con il "I Congresso degli Albanesi d'Italia" svoltosi a Corigliano Calabro e diretto dallo studioso Girolamo De Rada, iniziò le sue pubblicazioni poche settimane prima del secondo congresso tenutosi a Lungro, sebbene già esistesse un giornale ufficiale degli albanesi italiani chiamato Ylli i Arbëreshëve (La stella degli Arbëreshë), pubblicato a Corigliano Calabro.
Il 18 aprile del 1900 la Società Nazionale Albanese cambiò la sua denominazione in Comitato Nazionale Albanese e la sua sede venne presto trasferita a Roma; di conseguenza cambiò anche la sede del periodico, che venne poi edito dalla Tipografia Dante Alighieri.
Con la morte di Anselmo Lorecchio, avvenuta il 22 marzo 1924, cessarono anche le pubblicazioni de La Nazione Albanese.